# 邱定蕃
邱定蕃（1941年10月20日—），江西广昌人，生于香港，有色金属冶金、化工冶金专家，中国工程院院士。

## 履历[2]
- 1962年，于江西工学院化学工程系毕业。
- 1990年，通过考试公派赴加拿大皇后大学进行学习与研究（高级访问学者）。
- 1999年，当选中国工程院院士。